# Saint-Jacques-sur-Darnétal

Saint-Jacques-sur-Darnétal este o comună în departamentul Seine-Maritime, Franța. În 1 ianuarie 2022 avea o populație de 3.134 de locuitori.